# Unidad XV, la fuga
Unidad XV, la fuga es una película argentina dramática-histórica de 2018 coescrita y dirigida por Martín Desalvo y protagonizada por Carlos Belloso, Lautaro Delgado, Diego Gentile, Rafael Spregelburd y Mora Recalde.

## Sinopsis
La historia está basada en un hecho real ocurrido en 1956, cuando se dio la fuga de cuatro destacados dirigentes peronistas que estaban presos en una cárcel de mediana seguridad en Río Gallegos, durante la dictadura autodenominada "Revolución Libertadora" (1955-1958). La narración se centra en la huida de Guillermo Patricio Kelly, John W. Cooke, Héctor J. Cámpora y Jorge Antonio, quienes decidieron escapar debido a las condiciones en las que se encontraban prisioneros y por la inminente posibilidad de ser fusilados por la dictadura.

## Reparto
- Carlos Belloso ... Héctor José Cámpora
- Lautaro Delgado ... Jorge Antonio Chibene
- Diego Gentile ... Guillermo Patricio Kelly
- Rafael Spregelburd ... John William Cooke
- Mora Recalde ... Esposa de Chibene
- Ignacio Rogers ... Guardiacárcel
- Adrián Fondari ... Jefe de los guardiacárceles
- Germán de Silva ... Director de la cárcel